# Adolfo Armando Uriona

Wappen von Adolfo Armando Uriona

Adolfo Armando Uriona FDP (* 27. Mai 1955 in Mar del Plata) ist Bischof von Villa de la Concepción del Río Cuarto.

## Leben
Adolfo Armando Uriona trat der Ordensgemeinschaft der Söhne der göttlichen Vorsehung bei, legte die Profess am 8. März 1979 ab und empfing am 28. Juni 1980 die Priesterweihe.
Papst Johannes Paul II. ernannte ihn am 4. März 2004 zum Bischof von Añatuya. Der Erzbischof von Buenos Aires Jorge Mario Kardinal Bergoglio SJ spendete ihm am 8. Mai desselben Jahres die Bischofsweihe; Mitkonsekratoren waren Agustín Roberto Radrizzani SDB, Bischof von Lomas de Zamora, und Miguel Mykycej FDP, Bischof von Santa María del Patrocinio en Buenos Aires.
Am 4. November 2014 ernannte ihn Papst Franziskus zum Bischof von Villa de la Concepción del Río Cuarto. Die Amtseinführung fand am 19. Dezember desselben Jahres statt.